# Nexus 7 (2013)
Nexus 7 2013版（第二代Nexus 7）是Google Nexus设备中第三款平板电脑，也是第二台7英寸级平板电脑，於2013年7月24日发布，7月30日在美国发售。第二代機種和第一代Nexus 7一样依然由Google和ASUS聯合開發。
相比上一代产品，Nexus 7（2013）进行了多种升级。包括但不限于升级至1.5 GHz 四核 Snapdragon S4 Pro处理器，2 GB 内存，1920倍× 1200像素显示屏（323ppi），双摄像头（1.2 MP前置，5 MP后置），立体声扬声器，内置感应Qi 无线充电以及SlimPort（micro USB）支持。
该设备是首款採用Android 4.3的裝置。目前可最高升級Android 6.0.1(Marshmallow)。

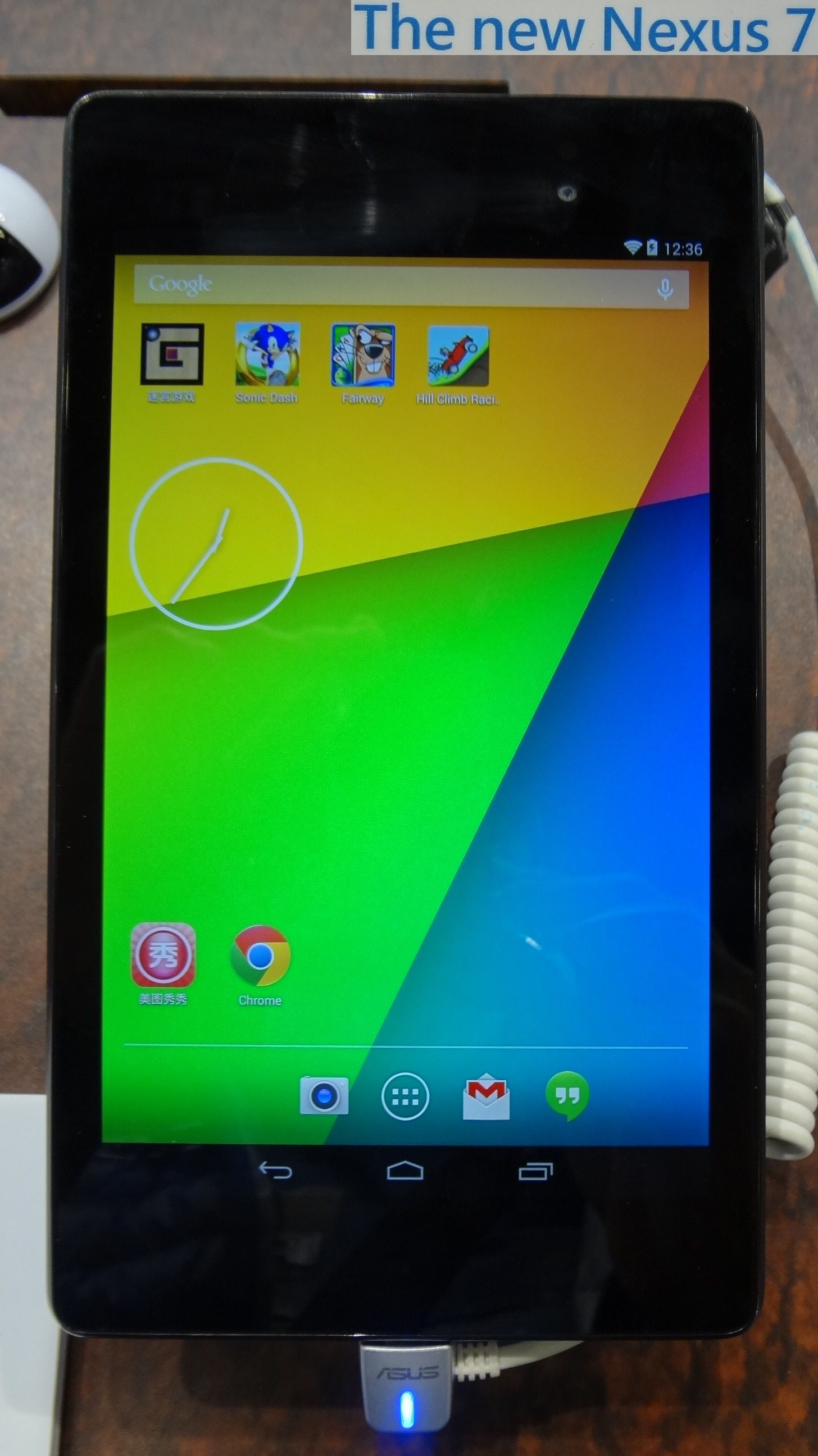
第二代Nexus 7

## 技术特性

### 硬件配置
第二代Nexus 7外觀上採用比一代更窄和更薄的機身設計（寬度120mm:114mm，厚度10.45mm:8.65mm），1920×1200分辨率的16:10全高清IPS顯示屏，背面的機頂和機底的一對立體聲喇叭，後置相機500萬像素，但沒有閃光燈，而前置相機120萬像素，更加入4G LTE版本。

### 型號與網路支持
Wi-Fi版有16GB和32GB型號，4G版只有32GB型號，Google Play的售價分別是229、269及349美元。
| 型號     | ME571K(K008) | ME571KL(K009) 北美/日本                                  | ME571KL(K009) 歐盟/南韓/澳大利亞/其他地區                |
| -------- | ------------ | -------------------------------------------------------- | -------------------------------------------------------- |
| 儲存空間 | 16 / 32 GB   | 32 GB                                                    | 32 GB                                                    |
| 4G       | None         | LTE: 1/2/3/4/5/13/17 700/750/850/1700/1800/1900/2100 MHz | LTE: 1/2/3/4/5/7/20 800/850/1700/1800/1900/2100/2600 MHz |
| 3G       | None         | HSPA+: 1/2/4/5/8 850/900/1700/1900/2100                  | HSPA+: 1/2/4/5/8 850/900/1700/1900/2100                  |
| 2G       | None         | GSM: 850/900/1800/1900 MHz                               | GSM: 850/900/1800/1900 MHz                               |

### 設計
機身顏色包括：
| 顏色 | 名稱 | 英語  | 備註       |
| ---- | ---- | ----- | ---------- |
|      | 黑色 | Black | 正面為黑色 |
|      | 白色 | White | 正面為黑色 |

Nexus 7最初仅提供黑色，但在2013年12月，添加了白色选项。

## 评价
第二代Nexus 7收获好评颇多，许多评论家声称它是市场上最好的7英寸平板电脑。评论者对该设备的尺寸，设计，显示，价格，后置摄像头，现代化的用户界面给予好评。此外，评论家也称赞针对平板电脑进行了优化的Android应用程序的数量不断增加。人们称赞它是在前代基础上进行了显著改进。该设备可与iPad Mini，Kindle Fire HDX和Samsung Galaxy Tab 3 7.0竞争。
尽管Nexus 7年代久远，但在2018年6月，它仍然是全球使用率第四高的平板电脑。

## 外部連結
- Nexus 7 - Google（页面存档备份，存于）
- Google 官方 Nexus 7 系统镜像文件下载页面（页面存档备份，存于）